# Marcha del Orgullo Trans Villera
La Marcha del Orgullo Trans Villera es una manifestación que se realiza desde 2019 en la Villa 31 y 31 bis del barrio de Retiro, en la Ciudad Autónoma de Buenos Aires. Convocada por organizaciones y asambleas locales, la marcha visibiliza las demandas de personas LGBTTIQ+ que habitan barrios populares, con especial énfasis en los derechos de las identidades travestis y trans. Se articula en torno a reclamos vinculados al acceso a la salud, la educación, el empleo formal y la vivienda digna, desde una perspectiva que reconoce las desigualdades estructurales asociadas al género, la clase y el territorio.

## Primera marcha
La primera edición se llevó a cabo el 1 de noviembre de 2019. Fue organizada por la Asamblea Feminista de la Villa 31, un espacio colectivo surgido en 2017 tras el fallo judicial del caso Lucía Pérez y en el contexto del primer paro internacional de mujeres y disidencias. La asamblea está integrada por vecinas, trabajadoras, migrantes, mujeres trans, personas con discapacidad, madres y activistas de distintos orígenes, que comenzaron a reunirse en espacios comunitarios del barrio para impulsar acciones desde una perspectiva feminista popular.
La movilización comenzó en el Centro de Formación y Capacitación Trans Villero y Latinoamericano y se dirigió hacia el Playón. Allí, cientos de personas participaron de actividades culturales, artísticas y políticas. La jornada visibilizó las condiciones de vida de las personas travestis y trans en contextos de pobreza urbana, y puso en cuestión la falta de acceso a derechos básicos. Entre los mensajes más destacados estuvieron los reclamos por inclusión real en las políticas públicas, la crítica a los procesos de urbanización sin participación efectiva y la afirmación de una identidad villera travesti trans construida desde el territorio.

## Segunda marcha
La segunda edición de la Marcha del Orgullo Trans Villera se realizó en noviembre de 2020, en el contexto de la pandemia por COVID-19. La convocatoria estuvo a cargo de la Asamblea Feminista de la Villa 31 y la organización Diversidad Trans Villera. A pesar de las restricciones sanitarias, la movilización se sostuvo como un acto de resistencia colectiva frente a las múltiples desigualdades que afectan a las personas LGBTTIQ+ en barrios populares. Durante la jornada se denunciaron los efectos de la urbanización sin perspectiva de género ni participación efectiva, así como la precariedad habitacional, la falta de acceso a servicios básicos y el abandono estatal ante los femicidios y transfemicidios. La marcha visibilizó la labor cotidiana de redes comunitarias, promotoras de género y salud, y activistas locales que sostienen espacios de cuidado y organización en el territorio, exigiendo políticas públicas con enfoque feminista y popular.

## Tercera marcha
El viernes 29 de octubre de 2021 se llevó a cabo la tercera edición de la Marcha del Orgullo LGBTTIQ+ Trans Villera Plurinacional por las calles del Barrio Padre Mugica en la Villa 31 y 31 bis de Retiro, Ciudad Autónoma de Buenos Aires. La convocatoria estuvo a cargo de Diversidad Trans Villera y de la Asamblea Feminista de la Villa 31 y 31 bis.
Durante la movilización se pusieron en primer plano expresiones culturales y comunitarias propias del barrio, con intervenciones artísticas, música y aplausos desde balcones y escaleras, acompañando la reivindicación de identidades trans, travestis y no binarias en un contexto popular. La jornada incluyó el recuerdo colectivo de quienes fueron víctimas de la violencia de género y el reconocimiento al trabajo cotidiano de redes de apoyo como ollas populares y talleres autogestivos.
El eje político de la marcha giró en torno a la exigencia de políticas públicas con perspectiva interseccional, reclamando la ampliación del cupo laboral trans sin trabas burocráticas, el acceso a salud integral y soluciones habitacionales dignas. Asimismo se denunció la precarización estructural y se demandó el respaldo estatal a las iniciativas comunitarias que sostienen la vida de las personas disidentes en contextos de exclusión.

## Cuarta marcha
El sábado 29 de octubre de 2022 se celebró la cuarta edición de la Marcha del Orgullo Transvillero Plurinacional en la Villa 31 y 31 bis de Retiro, Ciudad Autónoma de Buenos Aires. Esta vez el recorrido incorporó explícitamente la reivindicación plurinacional, reivindicando la presencia de identidades indígenas y migrantes junto con las comunidades travestis, trans y lesbianas en las calles angostas del barrio. A diferencia de las convocatorias anteriores, esta edición contó con la participación de múltiples organizaciones políticas y sociales además de la Asamblea Feminista de la Villa 31, así como de espacios culturales autogestivos como el Hotel Gondolín, al tiempo que se reforzó el reclamo de cupo laboral trans, salud integral y reconocimiento para iniciativas autogestivas del barrio. 